# Beit-Tefillah-Benjamin-Synagoge

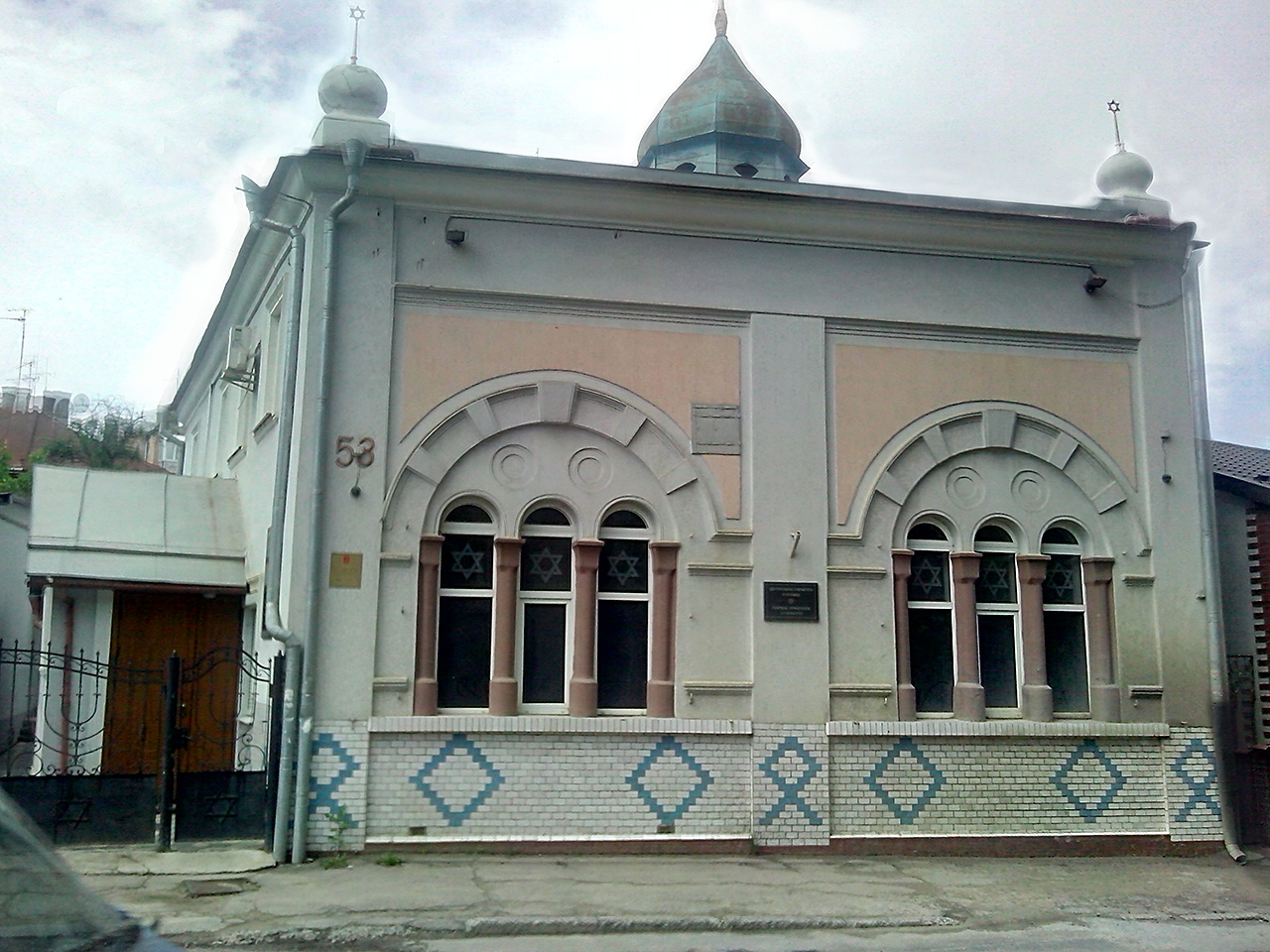
Czernowitz, Beit-Tefillah-Benjamin-Synagoge Mai 2018

Die  Beit-Tefillah-Benjamin-Synagoge in der ukrainischen Stadt Czernowitz ist eine von zwei noch aktiven Synagogen in der Stadt. Vor dem Zweiten Weltkrieg gab es in Czernowitz über 60 Synagogen und Bethäuser.

## Geschichte
Die Synagoge wurde 1923 erbaut. Im Jahr 1938 (als Czernowitz zu Rumänien gehörte) wurde am Haus eine Gedenktafel angebracht, die einen deutschen Text hatte, der in hebräischer Schrift geschrieben war. Üblicherweise sprachen große Teile der Juden in Osteuropa jiddisch. Dies zeigt die enge Verbundenheit zwischen der deutschen und jüdischen Kultur in Czernowitz.
Von 1959 bis 2012 war die Beit-Tefillah-Benjamin-Synagoge die einzige aktive Synagoge in der Czernowitz.

## Architektur
Das relativ kleine Gebäude mit trapezförmigem Grundriss und maximalen Maßen von 20,40 m (Höhe), 15,32 m (Breite) und 10,25 m (Länge) ist aus Backsteinen im neomaurischen Stil erbaut. Die Haupthalle hat die Höhe von  zwei Stockwerken; daneben gibt es im Norden noch einen einstöckigen Anbau. Die Südseite weist zur Straße hin. Zwei Bögen enthalten je drei Fenster, diese haben ebenfalls Rundbögen.
Im Inneren ist in der ersten Etage an der West- und Nordseite die Frauengalerie angebracht; diese wird durch vier Säulen gestützt.
Die Bima steht im Zentrum der Haupthalle; der Toraschrein befindet sich in einer Nische in der Ostwand.
Besonders erwähnenswert sind die eindrucksvollen Decken- und Wandgemälde.